# Paul Petit (peintre)
Pour les articles homonymes, voir Paul Petit (homonymie) et Petit.
Paul Petit (1920-2009) est un artiste peintre, lithographe et écrivain français.

## Biographie
Paul Petit naît le 8 janvier 1920 à Saint-Valery-sur-Somme dans une famille de peintres en bâtiment. Son grand-père et sa mère le sensibilisent aux arts graphiques qu'ils pratiquent également.
Il sera prisonnier de guerre jusqu'à la libération par les Russes en 1945.
En 1966, Paul Petit met en place une exposition de peintures à Battle (Angleterre), ville jumelée avec Saint-Valery-sur-Somme.
D'autres expositions suivront.
Ses tableaux lui valent de nombreuses récompenses,.

## Œuvres

### Peinture
Principalement liée à la baie de Somme, son œuvre met en avant le caractère changeant de l'atmosphère locale avec une touche « impressionniste » particulière à l'artiste.
Il réalise également des travaux liés à l'Allemagne, la Grande-Bretagne, Venise, le midi de la France, l'Alsace...

### Lithographie
L'artiste produit des œuvres liées à la vie locale.

### Littérature
- Le Temps de l'apprentissage 1940-1945, souvenirs de jeunesse, Sillera. Préface d'Annie Kriegel, 226 pages, BoD  (ISBN 2322180106 et 978-2322180103).
- Le Don du ciel, 6 générations d'artistes, à la mémoire de ceux qui ont ouvert cette voie merveilleuse à leur descendance, 115 pages A4.
- Flux et Reflux, F. Paillart, Abbeville. Un survol du XXe siècle à Saint-Valery-sur-Somme.

## Reconnaissance
« Des hommes hissaient avec le palan d'un mât de charge, de lourds barils hors de la cale du premier bateau ; d'autres les roulaient directement dans les wagons . » Cette phrase du peintre valéricain Paul Petit, orne la porte de l'office de tourisme de Saint-Valery-sur-Somme.
À l'occasion du centenaire de sa naissance, une rétrospective de son travail est présentée par la Société d'histoire et d'archéologie de Saint-Valery-sur-Somme, du Ponthieu et du Vimeu, à la chapelle Saint-Pierre de Saint-Valery-sur-Somme, dans le cadre des Journées Européennes du Patrimoine, les 18 et 19 septembre 2021.